# Еник тип F1
Еник тип F1 (фр. Unic Type F1) је аутомобил произведен 1906. године од стране француског произвођача аутомобила Еник.